# Chinesisches Sexmuseum

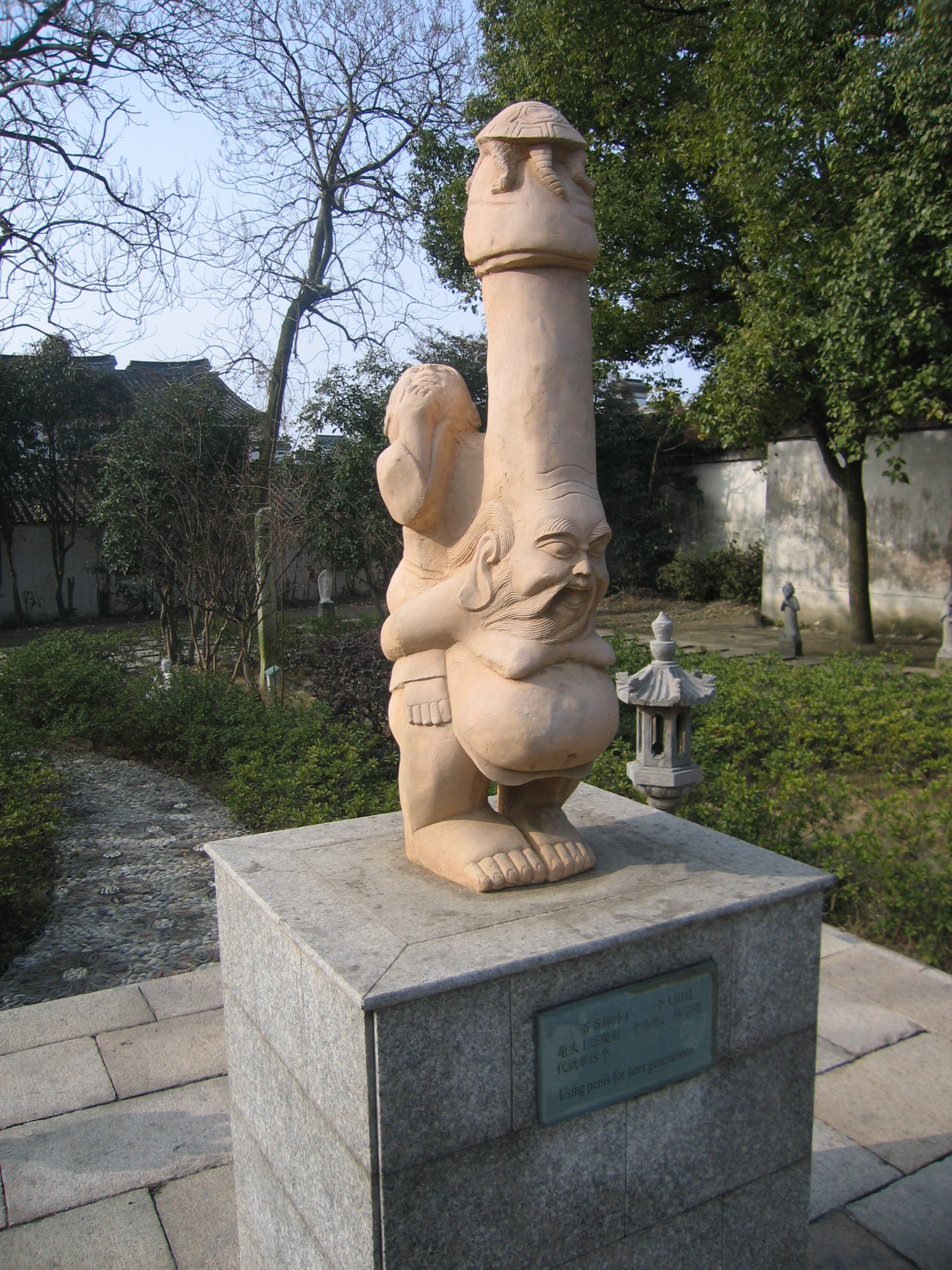
Skulptur im Sexmuseum (2010)

Das Chinesische Sexmuseum (chinesisch 中华性文化展览馆, Pinyin Zhōnghuá xìngwénhuà zhǎnlǎngguǎn, englisch China Sex Museum) wurde 1999 im Zentrum von Shanghai eröffnet. Seit 2004 befindet es sich in der zu Suzhou gehörenden Ortschaft Tongli. Das Museum wurde von dem Soziologen Liu Dalin (刘达临) gegründet.